# Бао Инъин
Ба́о Инъи́н (кит. упр. 包盈盈, пиньинь Bāo Yíngyíng, р.6 ноября 1983) — китайская фехтовальщица на саблях, призёрка чемпионатов мира и Олимпийских игр.

## Биография
Родилась в 1983 году в Цидуне (провинция Цзянсу). В 2003 году стала серебряным призёром чемпионата мира. В 2008 году приняла участие в Олимпийских играх в Пекине, где стала обладательницей серебряной медали в командном первенстве, а в личном зачёте была 6-й. В 2009 году стала обладательницей бронзовой медали чемпионата мира.